# Corgatha subindicata
Corgatha subindicata là một loài bướm đêm trong họ Erebidae.